# Adam Possamai
Adam Possamai, belgijsko-avstralski sociolog in pedagog, * 1970, Auvelais, Namur, Belgija.